# County Durham
County Durham ist eine traditionelle und zeremonielle Grafschaft (County) im Nordosten Englands.

## Zum Namen
Die Namensgebung County [Hauptstadt] ist bei irischen Grafschaften gebräuchlich, in England jedoch so gut wie unbekannt. Die meisten Grafschaften tragen offiziell den Namen ihrer Hauptstadt, z. B. County of York, sowie eine Kurzform mit dem Suffix -shire, z. B. Yorkshire. Dass die Grafschaft nicht Durhamshire heißt, wird mitunter dadurch erklärt, dass sie, ähnlich einem Hochstift im Heiligen Römischen Reich, als County Palatine of Durham vom Bischof von Durham verwaltet wurde und daher bis 1836 eine Sonderstellung innehatte.

## Geographie
County Durham grenzt an die Grafschaften Cumbria, Northumberland und Yorkshire, sowie an Tyne and Wear. Der östliche Teil der Grafschaft zwischen dem Distrikt Ryhope des County Borough Sunderland und Hartlepool grenzt an die Nordsee. Der Verwaltungssitz ist Durham.
Geographisch wird County Durham umgrenzt von der Wasserscheide der Pennines im Westen, dem Fluss Tees im Süden, der Nordsee im Osten und dem Fluss Tyne im Norden.

## Verwaltung
Die Verwaltungsgrafschaft wurde 1888 eingerichtet.
Im Zuge der Gebietsreform von 1974 wurden die Metropolitan Boroughs Sunderland, South Tyneside und Gateshead aus County Durham herausgelöst und in die neu gebildete Grafschaft Tyne and Wear eingegliedert. Außerdem wurden der ebenfalls neu gebildeten Grafschaft Cleveland das Borough, Stockton-on-Tees und die Stadt Hartlepool eingegliedert. County Durham erhielt dafür den Distrikt Startforth südlich des Flusses Tees. Später wurde die Grafschaft Cleveland aufgelöst; Stockton und Hartlepool wurden zu selbständigen Stadtkreisen (Unitary Authorities).
1997 wurde die Stadt Darlington mit ihren über 100.000 Einwohnern eine Unitary Authority und damit aus County Durham herausgelöst. Sie hat mit der Grafschaft eine gemeinsame Polizei und Feuerwehr.
Am 1. April 2009 wurden die sieben Districts Derwentside, Chester-le-Street, City of Durham, Easington, Sedgefield, Wear Valley und Teesdale im Rahmen einer Verwaltungsreform abgeschafft und zur Unitary Authority County Durham zusammengefasst. Dadurch besteht im County Durham jetzt nur noch eine einstufige Verwaltungsgliederung in vier Unitary Authorities.

## Städte und Orte
- Anfield Plain, Aycliffe Village
- Baldersdale, Barnard Castle, Barningham, Baybridge, Billingham, Bishop Auckland, Bowes, Bowlees, Burnhope
- Catchgate, Chester-le-Street,  Consett, Copley, Cornforth, Cowshill, Craghead, Crawleyside, Crook, Croxdale
- Darlington, Durham
- Eaglescliffe, Easington, Eastgate, Ebchester, Edmundbyers, Eggleston, Evenwood
- Ferryhill, Forest-in-Teesdale, Frosterley
- Gainford, Grassholme
- Hartlepool, Healeyfield, Hunstanworth, Hury
- Ireshopeburn
- Lanchester, Lanehead, Langdon Beck
- Mickleton, Muggleswick
- Newbiggin, Newton Aycliffe, No Place
- Peterlee, Piercebridge
- Romaldkirk, Rookhope
- Sacriston, Seaham, Scargill, Sedgefield, Shildon, Shotley Bridge, Spennymoor, St. John’s Chapel, Stanhope, Stanley, Stockton-on-Tees
- Tanfield, Thringarth, Townfield
- Waskerley, Wearhead, Westgate, Willington, Wolsingham

## Sehenswürdigkeiten
- Barningham Moor
- Bowes Castle
- Bowes Museum, Museum in Barnard Castle
- Cauldron Snout
- Crook Hall, Haus aus dem 13. oder 14. Jahrhundert in Durham
- Durham Cathedral und Durham Castle, ein UNESCO-Weltkulturerbe
- Framwellgate Bridge, Brücke in Durham über den Fluss Wear
- Gibson’s Cave, Höhle in Bowlees
- High Force
- Hownsgill Viaduct, Viadukt in Consett
- Killhope Lead Mining Museum, Museum nahe Lanehead
- Low Force
- Mill Force, Wasserfall in Bowes
- North of England Open Air Museum, Museum in Stanley
- Prebends Bridge, Brücke in Durham über den Fluss Wear
- Summerhill Force, Wasserfall in Bowlees
- Tanfield Railway
- Weardale Museum, Museum in Ireshopeburn